# Burqa

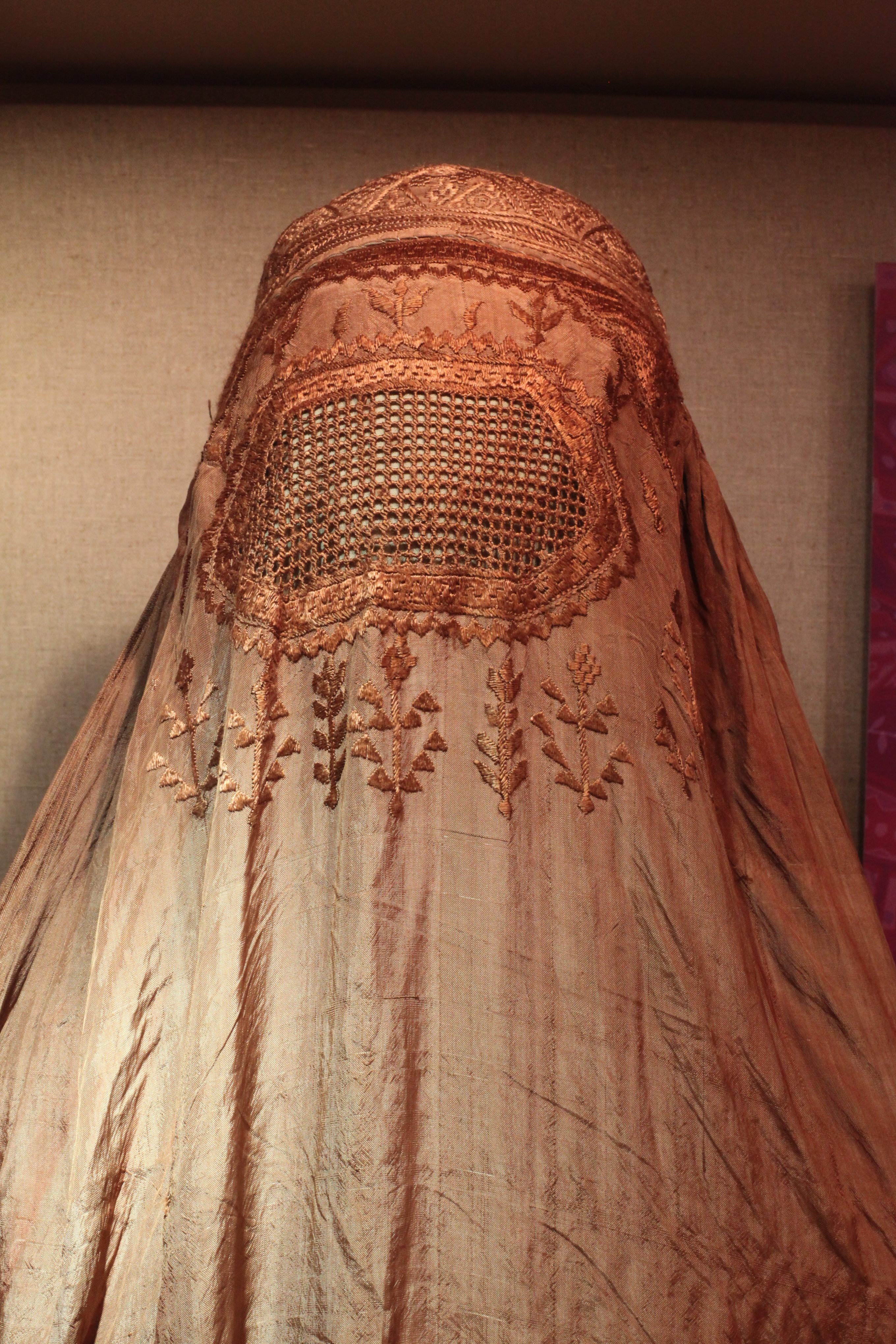
Chi tiết của một chiếc burqa (phần thân trên và phần đầu)

Burqa (tiếng Urdu: بُرقع), (phát âm tiếng Ả Rập: [ˈbʊrqʊʕ, ˈbʊrqɑʕ]a phiên âm burkha, bourkha, burka hay burqu'  từ tiếng Ả Rập: برقع burquʻ hay burqaʻ), còn được gọi là chadri tại Trung Á) là một loại áo dài của phụ nữ Afghanistan, có phần vải để trùm lên đầu, phía trước một tấm lưới dày che mặt làm họ chỉ có thể nhìn từ trong ra ngoài.
Burkha được bắt đầu dưới triều đại vua Habibullah, 1901-1919, vốn để dành cho những cung nữ của ông, để cho các khuôn mặt họ không cám dỗ đàn ông khi đi qua trước cửa điện. Những burkha lúc đó được làm bằng lụa, hoa văn màu mè, công chúa của Habibullah còn được thêu sợi bằng vàng. Do đó được phổ biến và coi là đặc quyền của những người giàu có.
Nhưng sau này về tính bất tiện của nó, những người tạo ra burkha cũng là người vất bỏ nó, Và nó trở thành biểu tượng quy chế của người nghèo khốn. Khi lực lượng Taliban cai trị Afghanistan, họ cũng đã cho người vợ của họ sử dụng burqa, dẫn đến những điều luật khắt khe dành cho phụ nữ và một trong điều đó là mặc burqa khi ra đường.

## Burqa trên thế giới

### Châu Á

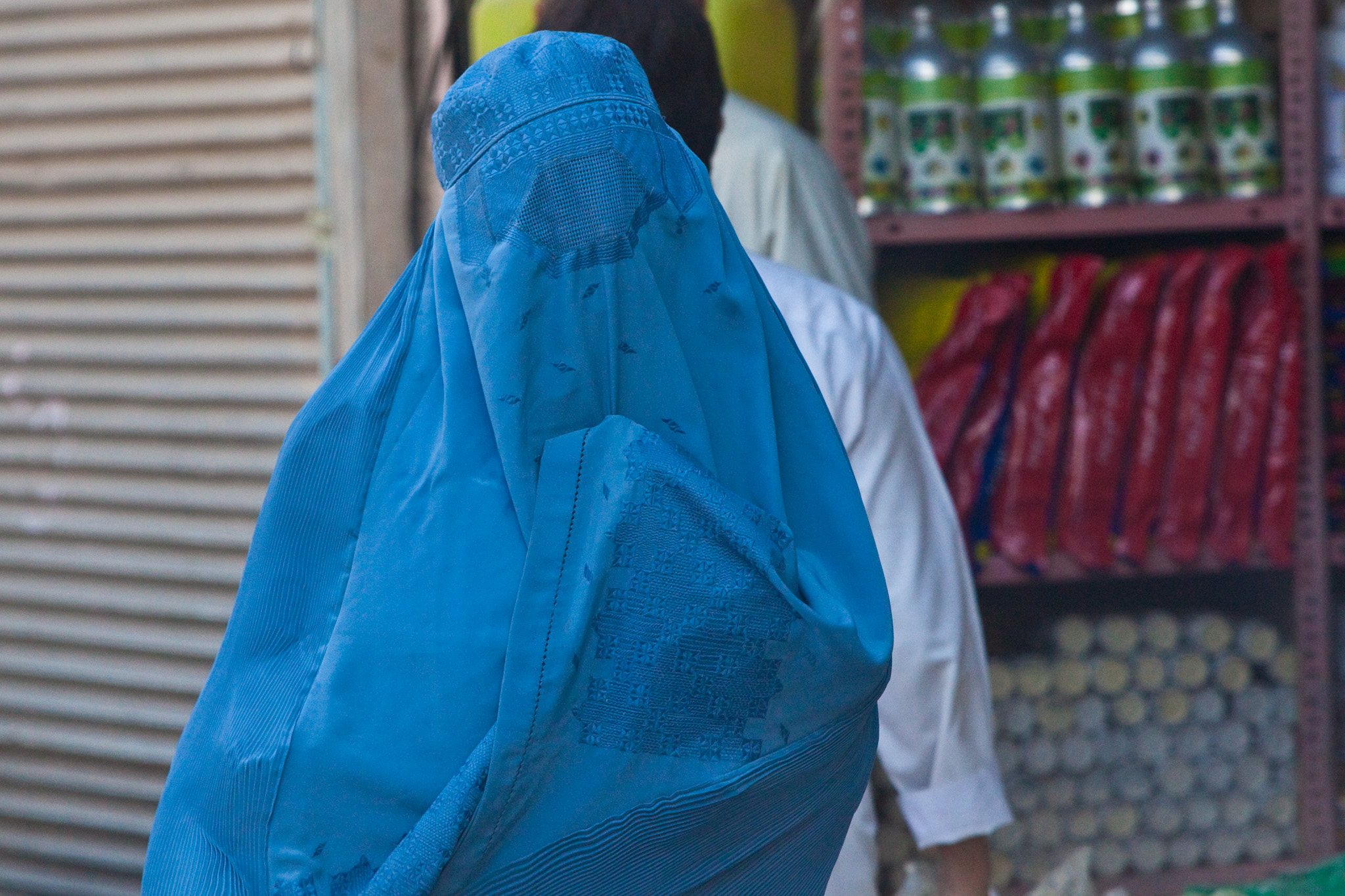
Một người phụ nữ mặc chiếc burqa (chadri) màu xanh da trời ở Afghanistan

Tại Afghanistan, burqa (có tên gọi là chadri) che phủ toàn bộ cơ thể người phụ nữ, chỉ trừ một phần nhỏ ở mắt (phần mặt được che bằng một lớp lưới mỏng). Trước khi Taliban dành lấy quyền lực ở Afghanistan, chadri được phụ nữ mặc rất ít và không thường xuyên. Sau khi Taliban lên giành quyền hành ở đất nước này, phụ nữ bị bắt buộc phải mặc chadri ở những nơi công cộng. Trong thời đại Afghanistan hiện nay, luật này đã thoáng hơn và chỉ có ở vùng phía Nam Afghanistan thì phụ nữ mới bị bắt buộc mặc chadri. Chúng thường có màu xanh da trời nhạt ở khu vực Kabul, màu nâu ở phía bắc Mazar-i-Sharif và màu xanh lá ở vùng Kandahar dưới phía Nam. Do tình hình chính trị biến động ở quốc gia này, phụ nữ thường mặc những chiếc burqa để tự bảo vệ chính mình.

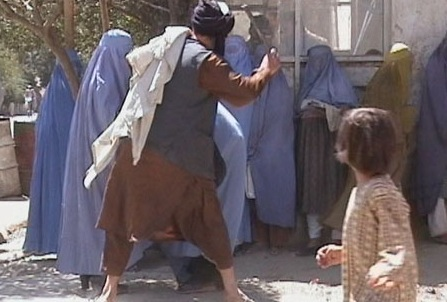
Một phụ nữ bị sĩ quan Taliban đánh đập công khai ở Afghanistan vì cởi bỏ chiếc burqa nơi công cộng (hình ảnh tại đây)

Năm 2001, một phụ nữ ở Afghanistan bị một sĩ quan Taliban đánh đập ở nơi công cộng vì tội cởi bỏ chiếc burqa ở nơi công cộng.
Tại Ấn Độ, nơi có nhiều cư dân theo đạo Hồi, burqa là một loại trang phục phổ biến ở nhiều vùng, một trong số đó là vùng Dehli cũ. Ở vùng Nizamuddin Basti, phụ nữ Ấn Độ bị bắt quốc mặc burqa trước khi kết hôn. Sau khi kết hôn, dù không bắt buộc, phụ nữ vẫn được khuyên nên mặc burqa ở nơi công cộng. Ngoài ra burqa cũng được ban hành tại các nước Trung Đông khác: Pakistan, Israel và Syria, tuy nhiên số lượng burqa tại các nước này thấp hơn vì phụ nữ chủ yếu có thể mặc Niqāb hoặc hijab.

### Châu Âu
- Quốc gia đầu tiên trong Liên minh châu Âu, đã thông qua một đạo luật cấm mặc Burqa cũng như Niqāb, vào tháng 4 năm 2010, là Bỉ.[10] Ở Tây Ban Nha Thượng viện thông qua vào tháng 6 năm 2010, lệnh cấm.[11] Ở Pháp từ tháng 4 năm 2011 và từ tháng 5 năm 2012 tại Hà Lan một đạo luật cấm có hiệu lực.[12][13]
- Tại Liên hiệp Anh và Bắc Ireland, trang phục burqa này đã dấy lên một cuộc tranh cãi. Jack Straw, một thành viên của nhà nước Anh cũ, đề xuất rằng phụ nữ nên bãi bỏ các loại mạng che mặt truyền thống. Sau khi ý kiến được đề xuất, một vài người đã có phần ủng hộ, song nhiều thành phần khác phản đối vì cho rằng việc này có nguy cơ làm tổn hại tới luật lệ của đạo Hồi.[14] Năm 2011, một cuộc thăm dò ý kiến đã cho thấy gần 66% người dân Anh phản đối việc mặc burqa ở nơi công cộng.[15] Tuy nhiên, nhà nước Anh vẫn chưa cấm vận việc mặc burqa.[16]
- Tại Kanton Tessin ở Thụy Sĩ từ tháng 7 năm 2016, trang phục Burqa cũng như Niqāb bị cấm theo một cuộc trưng cầu dân ý vào năm 2013. Ai vi phạm có thể bị phạt tới 10 ngàn Franken. Mỗi năm có khoảng 40 ngàn người du khách ngủ trọ tới từ Trung Đông chỉ riêng ở thành phố Lugano.[17]

## Thư viện ảnh

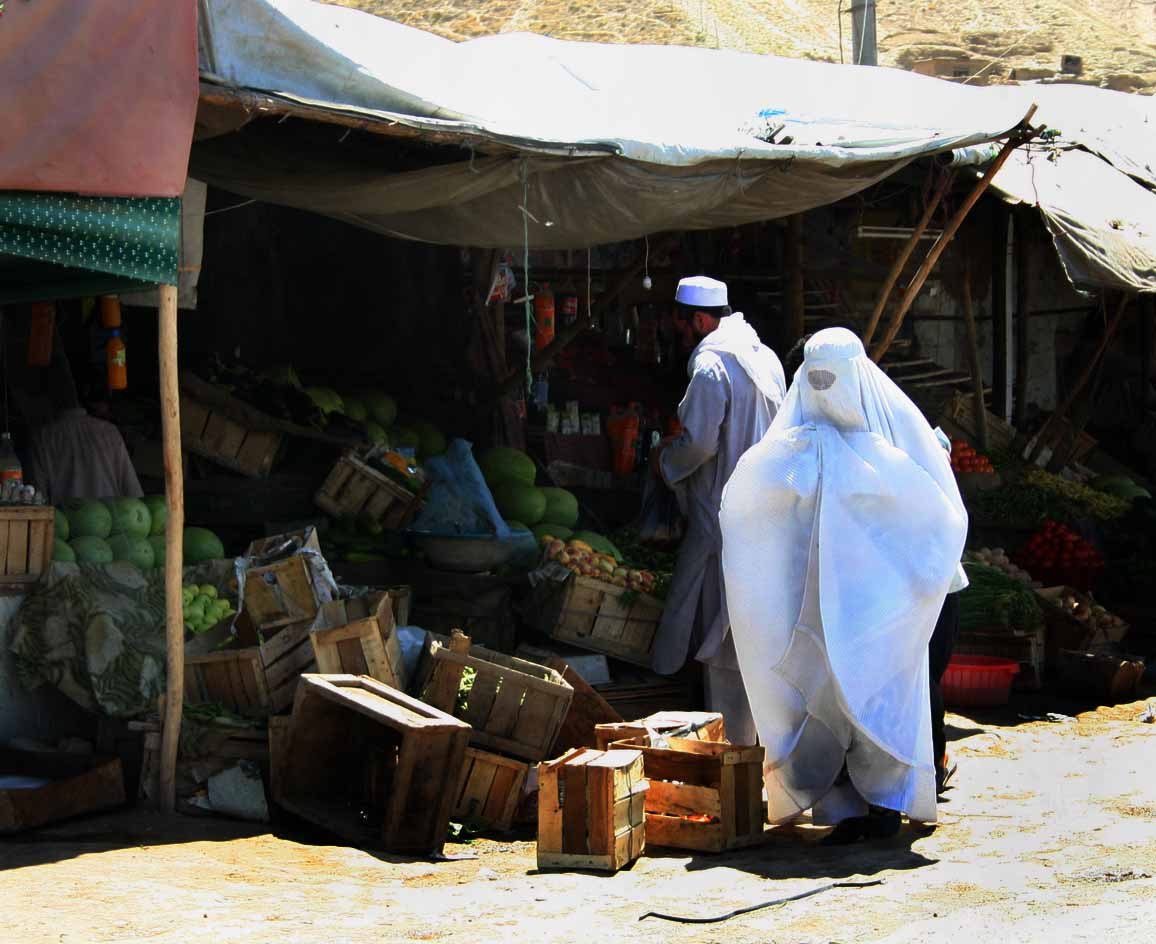
Burqa màu trắng ở Afghanistan
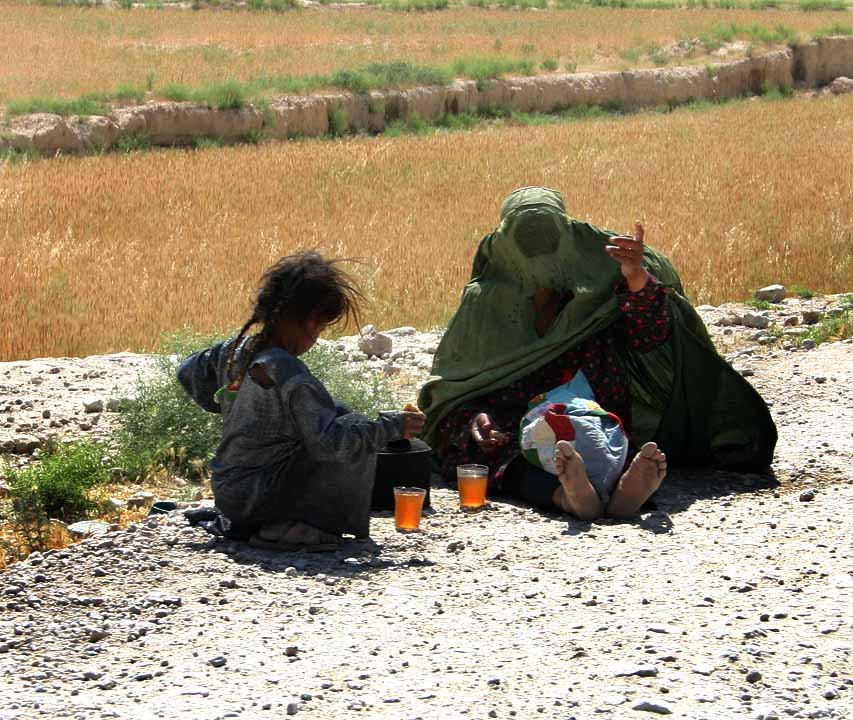
Burqa màu xanh lá ở phía Nam Afghanistan
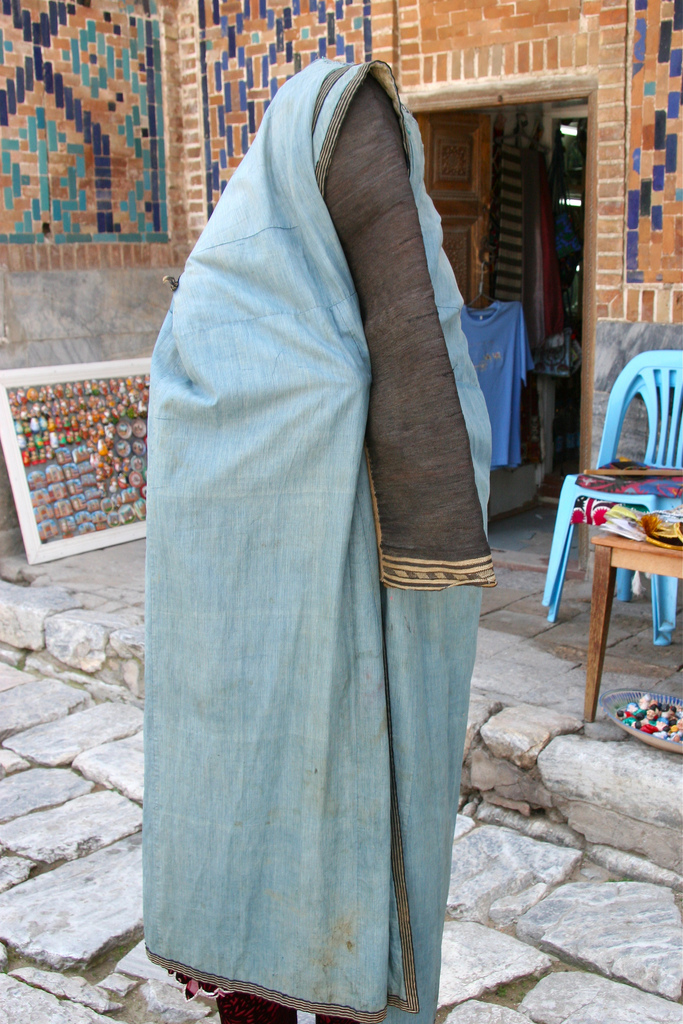
Paranja, một loại burqa ở vùng Trung Á
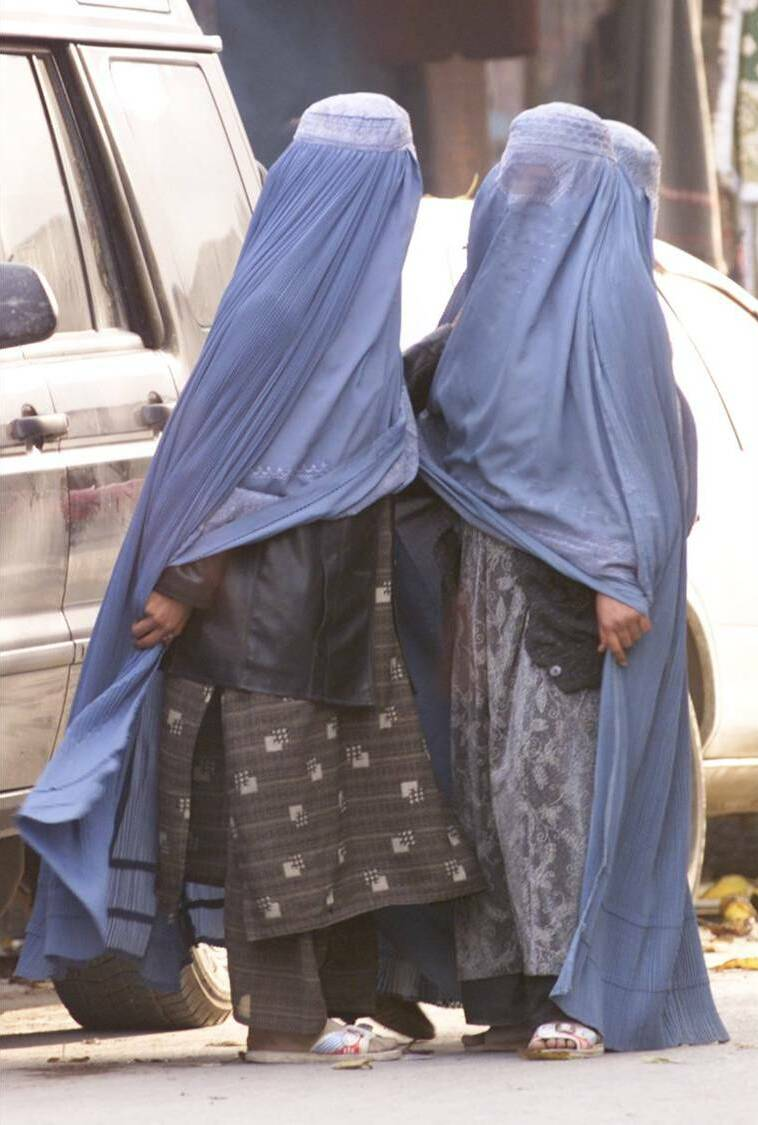
Phụ nữ Afghanistan trong Burqa
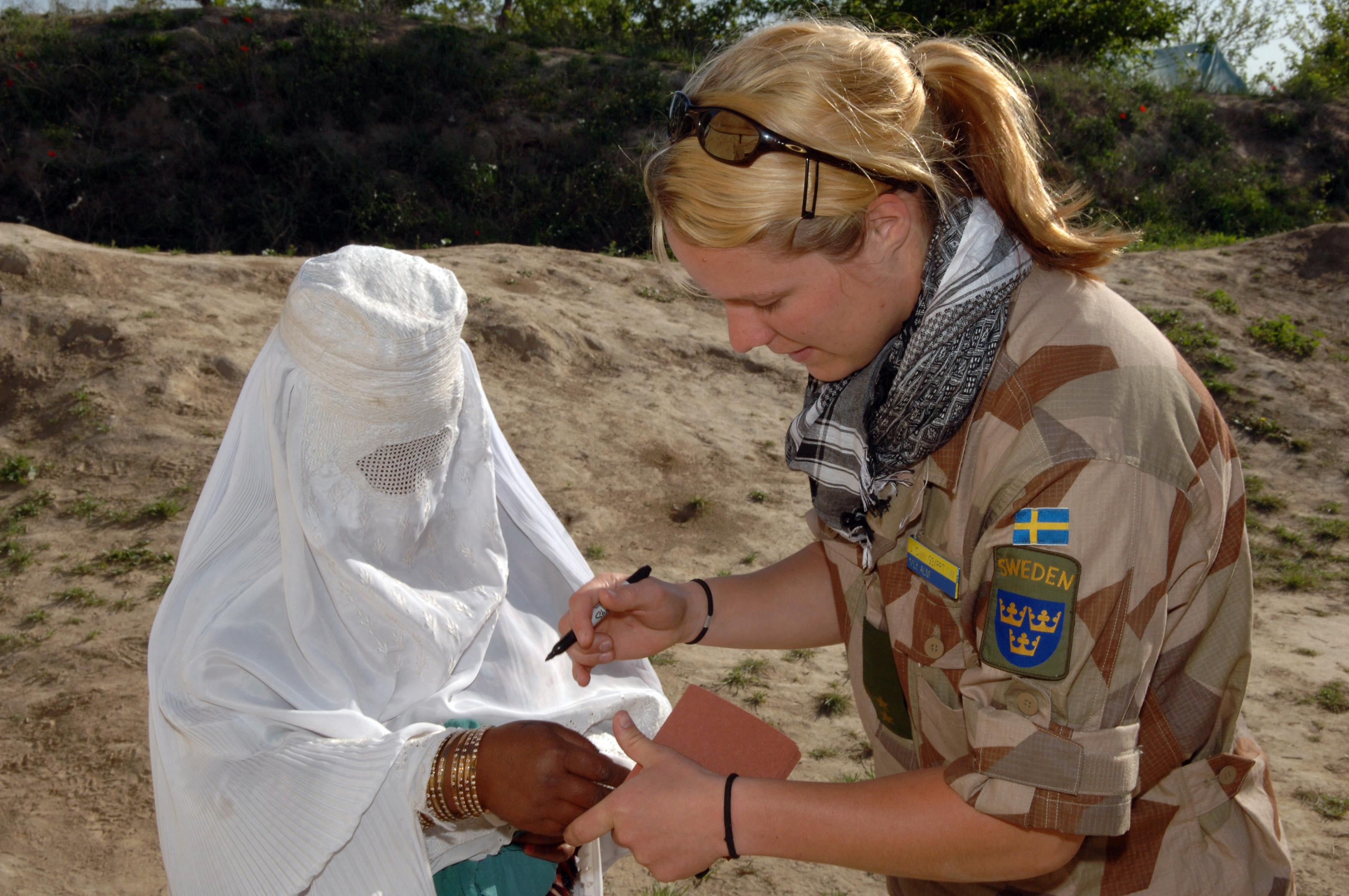
Một nhân viên trong quân đội Thụy Điển khám sức khỏe cho một người phụ nữ mặc burqa
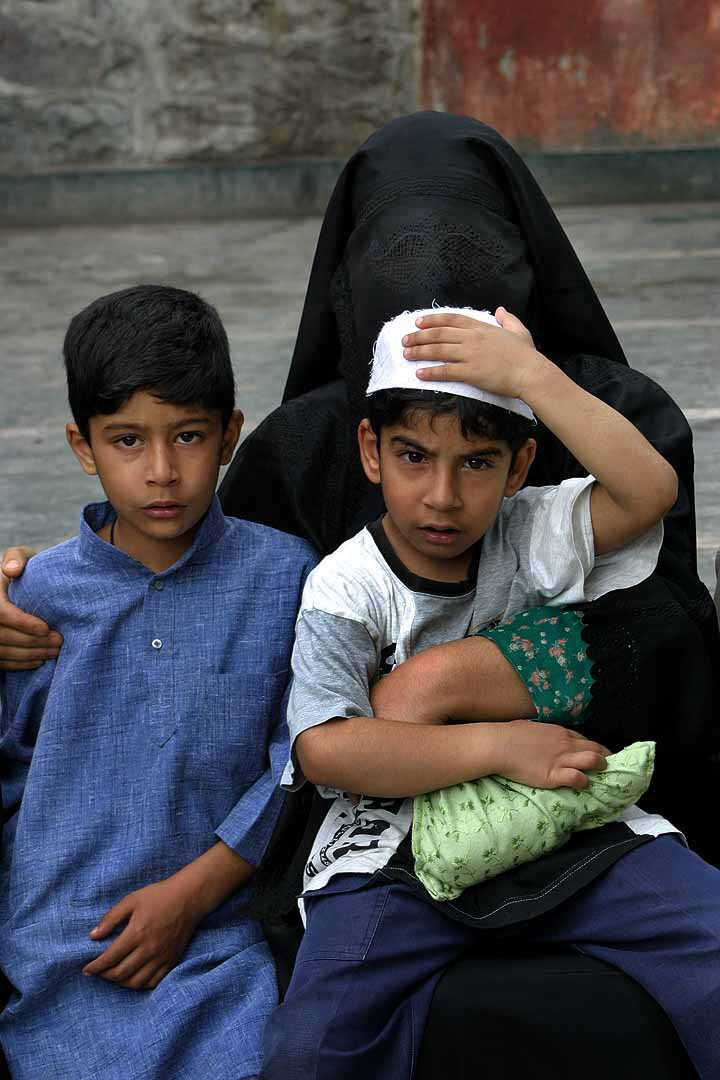
Phụ nữ mặc burqa ở Ấn Độ cùng hai con